# نیروگاه متمرکز پارس جنوبی
نیروگاه گازی متمرکز پارس جنوبی (استان بوشهر، بندر عسلویه، در مجاورت پالایشگاه‌های گاز پارس جنوبی، شمال شرق فازهای ۱۵ و ۱۶) یکی از نیروگاه‌های ایران از نوع گازی با ظرفیت تولید ۹۴۵ مگاوات است که شامل ۶ واحد گازی ۱۵۷٫۵ مگاواتی مدل V94.2 ساخت مپنا (توگا، تحت لیسانس زیمنس) در زمینی به مساحت ۲۸ هکتار است.
این نیروگاه قابل ارتقا به ۱۲ واحد در نظر گرفته شده‌است. طرح توسعه نیروگاه به سیکل ترکیبی، با ظرفیت تولید ۴۸۰ مگاوات، شامل ۳ واحد بخار ۱۶۰ مگاواتی است که مجموع تولید آن به ۱۴۲۵ مگاوات خواهد رسید.
سوخت این نیروگاه گاز طبیعی و سوخت پشتیبان نفت گاز (گازوئیل) است. مقدار مصرف گاز در شرایط نامی ۳۰۰ هزار مترمکعب در ساعت است که فشار آن توسط ایستگاه فشارشکن در حدود ۲۷ بار تنظیم می‌شود.
پست برق این نیروگاه ۱۳۲ و ۴۰۰ کیلوولت از نوع GIS با ۱۵ فیدر ورودی و خروجی است.

## کارفرما و پیمانکاران
شرکت ملی نفت ایران هزینه اجرای طرح را تأمین کرده‌است. مشاور طرح، مهندسین مشاور قدس نیرو، تأمین‌کننده‌های اصلی تجهیزات شرکت توگا، پارس ژنراتور، ماشین‌سازی اراک و پیمانکار اصلی کارهای ساختمانی، شرکت توان و توسعه سیلوها، پیمانکار امور برقی شرکت پارسیان نیروگاه، پیمانکار پست و خطوط انتقال نیرو، شرکت پارسیان پست بوده‌است.

## روزشمار ساخت نیروگاه
واحد اول و دوم در آذر و بهمن ۱۳۸۷، واحد سوم و چهارم در فروردین و خرداد ۱۳۸۸ و واحدهای پنجم و ششم در آذر ۱۳۸۸ سنکرون شدند.
مدت اجرای ساخت نیروگاه از زمان عقد قرارداد تا راه‌اندازی اولین واحد ۱۸ ماه و تا راه‌اندازی آخرین واحد ۲۴ ماه، همچنین تا تحویل دائم، ۱۸ ماه دوره ضمانت بوده‌است.